# Jarosław Fliśnik
Jarosław Fliśnik (* 17. Juli 1973 in Zabrze) ist ein ehemaliger polnischer Fußballspieler. In der höchsten Spielklasse des DDR-Fußballs, der Oberliga, spielte er für den 1. FC Magdeburg.

## Sportliche Laufbahn
Mit gerade erst 17 Jahren kam das Talent 1990 von Górnik Zabrze zum ehemaligen Europapokalsieger 1. FC Magdeburg, der in der letzten eigenständigen ostdeutschen Erstligasaison um den Einzug in den gesamtdeutschen Profifußball kämpfte. Einen signifikanten Beitrag zu den Anstrengungen des FCM, der in der Qualifikationsrunde zur 2. Bundesliga den Schritt zumindest ins Unterhaus des wiedervereinigten ost- und westdeutschen Fußballs verpasste, konnte der junge Pole aufgrund seiner geringen Einsatzzeiten nicht leisten.
Interessanterweise verteilten sich seine drei Pflichtspiele für den 1. FC Magdeburg auf drei verschiedene Wettbewerbe – und dies alles in „nur“ gut zwei Monaten. Im UEFA-Pokal debütierte er, von der Bank kommend, Mitte September im Magdeburger Dress beim torlosen Heimunentschieden gegen Rovaniemi PS in der 1. Runde des damaligen Spieljahres. In der 2. Runde der letzten Austragung des bereits in NOFV-Pokal umbenannten ostdeutschen Cupwettbewerbs war er beim 4:0-Auswärtssieg der Magdeburger bei der 2. Mannschaft des FC Wismut Aue ebenfalls als Auswechselspieler aufs Feld geschickt worden. Am 25. November 1990, dem 12. Spieltag jener besagten Saison 1990/91 der höchsten Spielklasse des vor der Abwicklung stehenden DDR-Fußballs, kam es zum kürzesten seiner drei Einsätze: Bei der 0:2-Niederlage beim späteren Meister F.C. Hansa Rostock wurde Fliśnik drei Minuten vor dem Ende der Partie für Timo Ehle eingewechselt. In seinen drei Partien in der 1. Mannschaft der Magdeburger kommt er insgesamt auf 54 Einsatzminuten.